# Кожухар Олександр Теофанович
Кожухар Олександр Теофанович (19. 08. 1942, с. Бутка, Свердловська область, РФ — 28.06.2016, м Львів) — фахівець у галузі оптико-електронних систем, доктор технічних наук, професор Національного університету «Львівська політехніка», один із перших випускників кафедри електронних приладів.

## Коротка біографія
Трудову діяльність розпочав на радіотехнічному підприємстві п/с 125 (нині — «ЛОРТА»), де одержав кваліфікацію радіомонтажника. У 60-тих роках навчався на радіотехнічному факультеті Львівської політехніки за спеціальністю «Електронні прилади». Переддипломну практику проходив у випробувальному цеху Львівського заводу «Полярон», де успішно захистив диплом і підготував матеріали для своєї першої публікації. Після захисту йому було запропоновано роботу на кафедрі електронних приладів, куди він вступив до аспірантури.

## Наукові досягнення
Наукова сфера професора Кожухаря О. Т. скерована в більшості на вдосконалення джерел некогерентного випромінювання та на їх основі оптико-електронних систем переважно в пристроях медичної електроніки. Запропоновані ним принципово нові оптико-електронні прилади та системи є патентно захищеними. Розробки призначені для діагностики та лікування тяжко виліковних хвороб в стоматології, отоларингології та дерматології, їх застосовують у відкритих хірургічних гіпертермічних технологіях.
Професор Кожухар О. Т. є автором наукового напрямку «Створення класу оптико-електронних систем на основі джерел некогерентного випромінювання з програмно керованою динамікою для нових біостимуляційних та біоінформативних фототехнологій медичного застосування», а також керівником науково-дослідних тем, зокрема: «Оптико-електронні системи для біоінформативних фотомедичних технологій», відповідальним виконавцем комплексного проекту «Оптоелектронний пристрій для реєстрації клітинних об'єктів», угод про наукову співпрацю з організаціями України та зарубіжжя, має понад 300 публікацій, в тому числі публікації у виданнях з імпакт фактором, зокрема в SPIE та IEEE, в електронних виданнях цього рівня, має з півсотні патентів, зокрема, Державні патенти України та Росії, зробив понад 700 виступів на міжнародних науково-технічних конференціях, симпозіумах, медичних з'їздах та форумах, був керівником секцій конференцій, є постійним учасником міжнародних форумів у галузі медичної електроніки, зокрема, Міжнародних Форумів Наукових інновацій в Польщі (ITMED). У 2010 році на ITMED був нагороджений Знаком Переможця (FORUM AWARD), отримав міжнародні та державні сертифікати на свої доробки. Серед останніх праць і виступів, у співавторстві з колегами та провідними науковцями з медичних і промислових галузей, з аспірантами та студентами, необхідно відзначити:
- Дослідження впливу фотостимулів із частотами біоритмів людини на організм /«Електроніка» Вісник НУ «ЛП» , № 680, вид-во НУ «ЛП», Львів, 2010. — С. 225—230;
- Активний оптоелектронний контроль фотомедичних технологій / Збірник праць Першого Всеукраїнського з'їзду «Медична та біологічна інформатика і кібернетика» з міжнародною участю. — Київ. 2010;
- Principles of the light sources and control schemes choice for designing photo medical devices, / Mater. XIV Miedzynarod. Szkoly Komputer. wspomag. projekt. Jurata, Warszawa, Poland. — WAT 2010. p.243-250, Підвищення ефективності фотомедичних технологій з біоінформативною компонентою/ «Медична та біологічна інформатика і кібернетика: Віхи розвитку» К.: НМАПО, 2011. ISBN 978-966-391-065-9;
- Аналіз змін оптичних характеристик лейкомаси при фотоферезі / Оптико-електронні інформаційно-енергетичні технології. — 2011. — № 1(21). — С. 103—107;
- Інформаційна оптико-електронна система підтримки прийняття рішення щодо ефективності лікувальної процедури / Вісник НТУ «ХПІ». Серія Інформатика та моделювання. — 2012. — № 38. — С. 9-13. — ISSN 2079-0031. — Режим доступу: http://library.kpi.kharkov.ua/Vestnik/2012_38.pdf%5Bнедоступне+посилання+з+липня+2019%5D;
- Исследование оптико-электронных систем на основе некогерентных излучателей для высокотемпературной коагуляции в хирургии / Биомедицинская инженерия и электроника [Електронний ресурс]. — 2012. — № 2. —— Режим доступу до журн.: www.es.rae.ru/biofbe/183-191;
- Апаратурно-програмне забезпечення лікувального процесу в оториноларингології з неперевним оптико-електронним тестуванням біообєкта / Оптико-електронні інформаційно-енергетичні технології. —2012. — № 2(24) . — С.81-85.

Рівня Scopus (Вид-во «Медицина», Медтехника, М., № 1, 1992, С.19-22) та імпакт фактору-SPIE: Development of noncoherent optical-electronic systems in modern photo medical technologyProc. SPIE 8698, Optical Fibers and Their Applications2012, 86980J (January 11, 2013); doi:10.1117/12.2019268;http://dx.doi.org/10.1117/12.2019268, в IEEE: Stimulating light system to create a controlled effect relaxation/2013 IEEE XXXIII International Scientific Conference ELECTRONICS AND NANOTECHOLOGY (ELNANO), 16-19April, 2013.
Професор Кожухар О. Т. бере участь у підготовці наукових кадрів, під його керівництвом здійснюється підготовка кандидатських дисертацій, дипломів і кваліфікаційних робіт, керує постійно діючим студентським науковим гуртком, із учасників якого немало співавторів наукових статей і заявок на винаходи, студенти гуртка виступають із доповідями на студентських наукових конференціях, серед них є призери Всеукраїнських конкурсів студентських наукових робіт, зокрема, 2012, 2013 років. Розробив низку авторських навчальних курсів, зокрема, «Електронні засоби діагностики та лікування» та «Медичні прилади електромагнітного випромінювання», також до їх методичного забезпечення видав конспекти лекцій і навчальні посібники, зокрема, у співавторстві, посібник «Біомедична електроніка», та поставива оригінальні лабораторні роботи та практичні заняття.
Професор Кожухар обирався членом науково-методичної Ради інституту, організаційних та програмних комітетів міжнародних наукових конференцій, входить до складу спеціалізованих вчених Рад із захисту дисертацій, до редколегій наукових періодичних видань.
Після завершення у 2012 році університетських курсів підвищення кваліфікації за програмою «Розробка електронних курсів у віртуальному середовищі Львівської політехніки» одержав сертифікат на створення методичного забезпечення дисципліни «Електронні засоби діагностики та лікування».